# Mario Cuomo
Mario Matthew Cuomo (ur. 15 czerwca 1932 w Nowym Jorku, zm. 1 stycznia 2015 tamże) – amerykański polityk, członek Partii Demokratycznej.

## Życiorys
Urodził się w nowojorskiej dzielnicy Queens. Ukończył prawo na Uniwersytecie Świętego Jana w Nowym Jorku. W 1975 roku został sekretarzem stanu Nowego Jorku, a 4 lata później zastępcą gubernatora tego stanu. W 1977 roku bezskutecznie kandydował na stanowisko burmistrza Nowego Jorku z ramienia Partii Liberalnej, po przegranej walce w prawyborach o nominację z ramienia demokratów. W latach 1983–1995 pełnił urząd gubernatora stanu Nowy Jork. W walce o kolejną kadencję przegrał z kandydatem Partii Republikańskiej George’em Patakim.
Był wymieniany jako potencjalny nominat Partii Demokratycznej na prezydenta w wyborach prezydenckich w 1988 i 1992, a także jako nominat Billa Clintona na wiceprezydenta w 1992, jednakże nie włączył się do walki o urząd prezydenta, a Clinton ostatecznie nominował Ala Gore’a.

## Życie prywatne
Był żonaty z Matildą Cuomo z domu Raffa, z którą miał pięcioro dzieci, w tym Andrew Cuomo, gubernatora Nowego Jorku w latach 2011–2021.